# 海地示威 (2018年至今)
海地示威為海地自2018年7月7日起的一連串反政府示威，示威者要求海地總統若弗内尔·莫伊兹辭職下台。最終目標是成立一個臨時政府，推行社會計劃並逮捕被指貪污的官員。

## 背景
示威發生前，有法院的報告指出海地政府濫用委內瑞拉石油加勒比计划中給予海地的38億美元貸款，海地總統若弗内尔·莫伊兹也涉及是次貪污事件。同時間，長久以來的國家經濟問題，包括生活成本上漲，也激發了是次全國性示威。
由於抗議，原定於2019年舉行的議會換屆選舉被推遲，沒有透露日期，導致議會自2020年1月以來一直沒有開會，莫伊茲通過頒布總統法令來統治，被反對派指責違憲。

## 示威
2019年1月7日遊行的首日，示威者針對海地的富貴人家，並毀壞他們的高級車輛。2月8日，數個城市的市長宣佈取消嘉年華的前奏活動。2月9日的示威中，一名親政府安全部隊的成員衝向一名女士的車並襲擊她，令警民衝突轉趨嚴重，示威者開始向總統官邸丟石頭。
2月12日，示威者焚燒一個繁忙市集，洗劫多間店舖，和協助一監獄的所有囚犯越獄。意大利和秘鲁駐海地領事館所在的大樓也遭到劫掠。2月14日，總統莫伊兹首次開腔回應事件：「本人若弗內爾·莫伊茲作為國家領袖，將不會讓國家落入武裝幫派和毒販的手中」，並表明拒絕辭職。

## 後續

### 莫伊兹政府
總統莫伊兹呼籲反對派參加和平對話，表示「國家的問題並非單單涉及政治層面，而是社會、經濟和政治問題」。後來莫伊兹於2021年遇刺身亡。

### 反對派
反對派示威者由讓·查爾斯·莫伊茲領導。反對派拒絕參加任何對話，並再次要求總統辭職，並已組織全國總罷工以強迫總統引咎辭職。查爾斯連同反對派議員呼籲籌組過渡性政府，以取代時任總統莫伊兹領導的政府，查爾斯指出「若是若弗內爾·莫伊茲不想下台，我們將會在接下來數日內任命臨時總統。」

## 回應

### 國際政府
- 美国：國務院西半球事務發言人表示：「我們支持所有人民要求民主透明政府並使其政府領導人承擔責任的權利...但沒有藉口支持暴力。暴力會導致不穩定，更少投資，和更少職位[7]。」

### 政府間國際組織
- 加勒比共同体：組織「十分關注海地的持續暴力示威，示威導致人們失去性命，基礎建設遭破壞和造成嚴重的困苦」，「呼籲示威者平靜，停止暴力，參加建設性對話且尊重憲法、法治精神和民主進程，使得問題能夠以和平氣氛解決，並容許國家回到正常的情況[11]。」
- 联合国：联合国海地司法支助特派团在聲明中表示「對於在集會中出現不能接受的暴力行為而造成的死亡事件和財產損失而表達遺憾，並感謝海地國家警察整體表現出的專業精神」，呼籲「海地的社會界別人士，主要是國家的領袖，參與建設性和包容性的對話，以制定和實施長久且貼地的方案，解決海地現今出現的政治和經濟危機[12]。」